# Luxemburg zászlaja
Luxemburg zászlaja három egyenlő vízszintes sávból áll, amelyek felülről lefelé rendre piros, fehér és világoskék színűek. Ugyan ez a nemzeti lobogó már 1830-ban megszületett, mégis a nagyhercegség hivatalosan csak 1972. június 23-án jegyezte le alkotmányába. 
A nemzeti lobogó színei közül igen fontos kiemelni, hogy az alsó sáv világoskék színű, ugyanis egyébként nagy hasonlóságot mutat a holland zászlóval. A két nemzeti lobogónak mindemellett semmiféle közös gyökere nincs. Luxemburg vízi és légi felségjelzéseként emiatt az egyezőség miatt a régi hagyományos lobogót használja. 

Tulajdonképpen az 1814-ben megnyitott bécsi kongresszus idején indult el a luxemburgi nemzeti zászló kialakulása. Ezen a gyűlésen nyerte el függetlenségét az I. Vilmos vezette Hollandia. Az Orange-Nassau-házból származó uralkodót igen súlyosan érintette a nassaui területek elvesztése (azok Németországhoz kerültek), így engesztelésképpen kapta meg a holland korona egész Luxemburgot. Az új, 18. holland tartomány igen különleges státust kapott, hiszen a hágai trón alá tartozott ugyan, mégis megtartotta nagyhercegi felépítését, és a Német Konföderáció tagja is volt. 1830-ban a Belga Forradalom idején a nagyhercegség is csatlakozott a hollandok elleni felkeléshez. Ekkor jelent meg először a mai trikolor, amely Limburg címeréből származott. Az egyszerű, háromszínű lobogó mellett használatba jött egy másik zászló is, amely tíz kék és fehér sávból állt, és ezek előtt egy koronás oroszlán ágaskodott két lábra. 

A régi lobogó, és a mai luxemburgi felségjelzés

Az új, háromsávos lobogót hivatalosan is adoptálta a nagyhercegség 1845. június 12-én. A forradalom elültével Luxemburg nyugati felét Belgiumnak adták Limburg néven, míg a mai Luxemburgot újra a holland király uralkodása alá helyezték. Ez azonban olyan bizonytalan lábakon állt, hogy amikor 1890-ben III. Vilmos meghalt, a nagyhercegség elnyerte függetlenségét. Azóta az ország nemzeti jelképévé vált a trikolor.

A gyakorlatot azonban majdnem száz éven keresztül semmiféle törvény nem szentesítette, és 1972-ben is csak azért került sor a zászló felvételére az alkotmányba, mert az akkoriban függetlenedő főként afrikai államok nemzeti jelképeinek megalkotásától megrettent a luxemburgi kormány, és hogy a miniállam lobogóját más ország ne adoptálhassa, hivatalosan bejegyezték a luxemburgi lobogót.
A luxemburgi zászló színeit végül formailag a nagyherceg határozta meg az 1993. július 27-i törvénynek megfelelően. A hagyományos piros-fehér-kék színeket az azonos holland zászlótól való megkülönböztetés érdekében úgy módosították, hogy világoskék árnyalatot (színkódja Pantone 299C) választottak. A piros színkódja Pantone 032C.
A zászló a középkori limburgi címer színeit használja fel, amely a mai luxemburgi címerben is látható.

## Külső hivatkozások
- Luxemburg zászlaja a Világ zászlói (Flags of the World) weboldalon